# حمیدیه (نطنز)
حمیدیه (نطنز)، روستایی از توابع بخش مرکزی شهرستان نطنز در استان اصفهان ایران است.

## جمعیت
این روستا در دهستان کرکس قرار دارد و براساس سرشماری مرکز آمار ایران در سال ۱۳۸۵، جمعیت آن ۳۱ نفر (۷خانوار) بوده‌است.